# Pietro Maria Fragnelli
Pietro Maria Fragnelli (ur. 9 marca 1952 w Crispiano) – włoski duchowny katolicki, biskup Trapani od 2013.

## Życiorys
Święcenia kapłańskie otrzymał 26 czerwca 1977. Doktoryzował się z filozofii na Uniwersytecie Rzymskim „La Sapienza”. Inkardynowany do archidiecezji Taranto, przez dziewięć lat pracował duszpastersko w Tarencie. W 1987 został urzędnikiem watykańskiego Sekretariatu Stanu, zaś w 1991 rozpoczął także pracę w Papieskim Wyższym Seminarium Duchownym w Rzymie. W 1995 został rektorem tejże uczelni.
14 lutego 2003 papież Jan Paweł II mianował go ordynariuszem diecezji Castellaneta. Sakry biskupiej udzielił mu 29 marca 2003 kardynał Camillo Ruini.
24 września 2013 papież Franciszek mianował go ordynariuszem diecezji Trapani. Ingres odbył się 3 listopada 2013.